# Konsulaty w Toruniu
Konsulaty w Toruniu – urzędy konsularne w Toruniu dawniej i dziś.
Przez długi czas swej historii Toruń był także miastem nadgranicznym. Z tego tytułu różne państwa lokowały tutaj przedstawicielstwa konsularne – konsulaty. W 2018 w Toruniu znajdowało się 6 konsulatów honorowych – Peru, Słowenii, Litwy, Finlandii, Mołdawii i Tunezji.
W mieście znajduje się także filia Ambasady Francuskiej Warszawie.

## Okres rozbiorów (1793-1920)
W okresie rozbiorów Toruń był miastem nadgranicznym, leżącym po stronie pruskiej. W pobliskim Lubiczu wzdłuż Drwęcy przebiegała granica zaborców. Zaowocowało to wybudowaniem przez Prusaków jednej z największych w Europie Twierdzy Toruń, tworzących pierścień obronny wokół Torunia, rozciągających się na przestrzeni wielu kilometrów, składających się z 15 dużych kilkukondygnacyjnych fortów oraz ponad stu innych obiektów militarnych.
Dyplomacja czyniona przy pomocy placówek konsularnych, rozpoczęła się w Toruniu 8 grudnia 1874. Toruń był pierwszym miastem regionu i jednym z pierwszych w północnej Polsce (obok Gdańska i Poznania) posiadającym przedstawicielstwa innych państw.
Przed I wojną światową w Toruniu znajdowały się siedziby konsularne dwóch państw.

### Wicekonsulat Rosji w Toruniu (1874-1914)

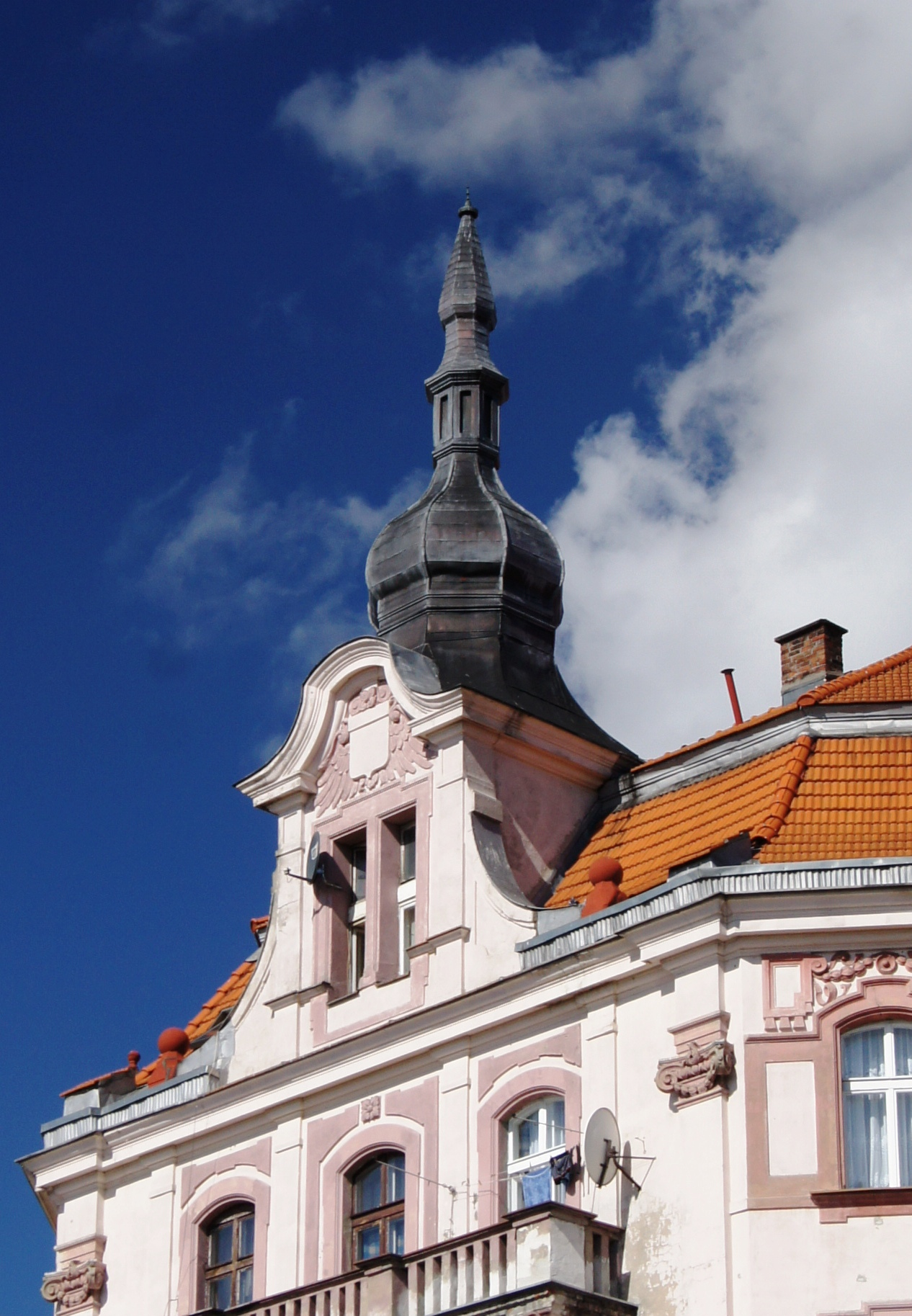
Budynek przy ul. Warszawskiej 2, była siedziba wicekonsulatu Rosji w Toruniu

Mieścił się kilka kilometrów od granic carskiego państwa, w Toruniu, na krótko także w Lubiczu Górnym. Był najstarszą placówką konsularną w mieście. Na mocy konwencji konsularnej z 8 grudnia 1874 między Rosją a Niemcami postanowiono utworzyć w Toruniu Wicekonsulat Rosji, podlegający Konsulatowi Generalnemu Rosji w Gdańsku. Wicekonsulat mieścił się w Toruniu przy ul. Warszawskiej 2.
Fizyczne zorganizowanie urzędu zajęło Rosji 10 lat. 25 czerwca 1885 Konsul Rosji w Gdańsku, Aleksandr Wrangel, mianował na stanowisko wicekonsula w Toruniu Władimira Arcimowicza. Stanowisko objął 2 lipca 1885, po akceptacji władz pruskiej Rejencji Kwidzyńskiej. We wrześniu 1887 przeniesiono Arcimowicza do Królewca, a stanowisko wicekonsula w Toruniu objął sekretarz Kozakiewicz. W 1891 z powodu rosyjskich walk politycznych o wpływy odwołano Kozakiewicza, a rolę konsularną miały spełniać carskie władze wojskowe w Lubiczu Górnym, prawdopodobnie przy zwartych zabudowaniach wojskowych i mieszkalnych kamienic przy ul. Lipnowskiej, gdzie mieściła się granica i posterunki carskie. Po roku mianowano nowego konsula, ponownie w Toruniu – A. Filipowicza.
Stworzenie łączników gospodarczych z Rosją i likwidację ceł postulowała toruńska Izba Handlowa i kręgi kupieckie od początku lat 70., potem w petycji do Reichstagu w kwietniu 1877, potem do Bismarcka w 1879 i ponownie do Reichstagu w 1880. Placówkę ulokowaniu w Toruniu dzięki bliskiemu sąsiedztwu z dobrze rozwiniętymi gospodarczo Ciechocinkiem i Kaliszem.
Dzięki staraniom toruńskiego konsula doszło do spotkania dwóch cesarzy – cara rosyjskiego z cesarzem niemieckim w Aleksandrowie Kujawskim koło Torunia. Dla potrzeb spotkania rozbudowano carski dworzec kolejowy w Aleksandrowie, znacznie ponad potrzeby tej peryferyjnej, granicznej stacji.

### Konsulat Stanów Zjednoczonych w Toruniu (1906-1918?)
Pełnił funkcje gospodarcze, polityczne i handlowe, a głównie imigracyjne. Około 1900 Związek Przemysłowców Wschodnioniemieckich (Verband Ostdeutscher Industrieller) postulował podniesienie agencji konsularnych USA w Gdańsku i Królewcu do rangi Konsulatu USA oraz stworzenie Konsulatu USA w Toruniu dla potrzeb całego regionu. Pozytywna decyzja zapadła 11 stycznia 1906, przy aprobacie prezesa Rejencji Gdańskiej Jarotzky’ego.
Poza typową rolą polityczną, konsulat przygotowywał dokumenty, wydawał proste broszury do nauki języka angielskiego dla polskich emigrantów. Przez niego przewinęły się tysiące emigrantów z terenów północnej Polski (pozostającej pod zaborami). Zlikwidowany został w czasie I wojny światowej.

## II Rzeczpospolita (1920-1939)
W latach II Rzeczypospolitej Toruń pełnił rolę stolicy najważniejszego strategicznie województwa dla kraju – pomorskiego. Decyzja o podniesieniu Torunia do rangi stolicy województwa zapadła na posiedzeniu Rady Ministrów w Warszawie 4 października 1919.

### Konsulat Generalny Niemiec

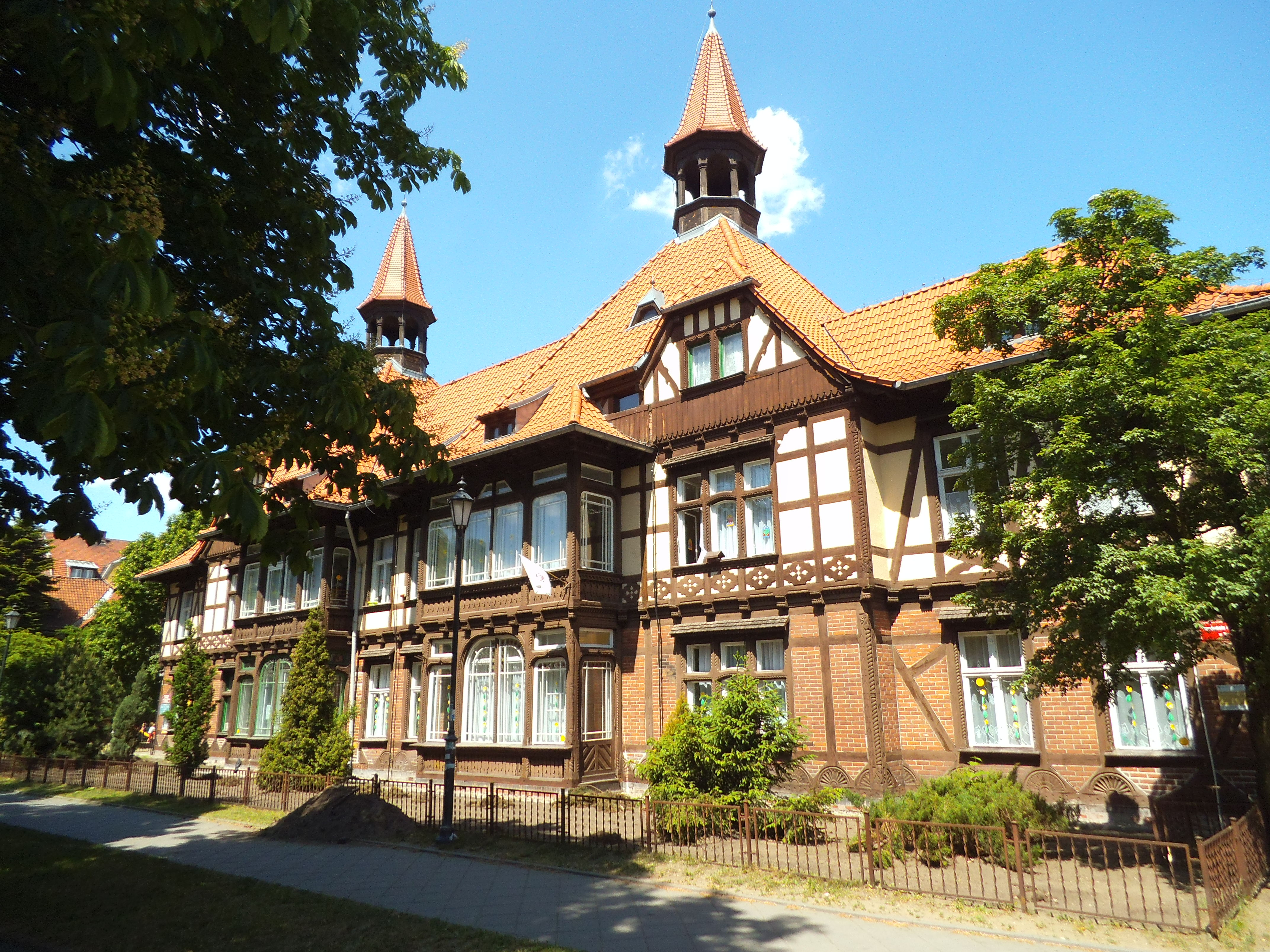
Były Konsulat Generalny III Rzeszy w Toruniu

Konsulat Generalny Niemiec w Toruniu (niem. Deutsches Generalkonsulat Thorn) (1920-1939) mieścił się w Toruniu, pierwotnie przy ul. Bydgoskiej 60, od 1922 – przy ul. Bydgoskiej 34-36. Otwarty 11 września 1920. Była to największa placówka konsularna w międzywojennym Toruniu. Z racji braku konsulatów niemieckich w Poznaniu i Gdyni, obejmowała bardzo duży obszar północno-zachodniej Polski (kilka województw). Ulokowanie go właśnie w Toruniu prawdopodobnie miało zrównoważyć bardzo silny polski ruch patriotyczny i narodowy od początku XX wieku (Gdynia jako port jeszcze wówczas nie istniała).
10 stycznia 1920 parlament niemiecki ratyfikował traktat wersalski, co oznaczało, że zgodnie z jego postanowieniami po 7 dniach rozpocznie się przejmowanie przez Polskę Pomorza, w tym Torunia. Ostatni oddział wojska niemieckiego opuścił Toruń 18 stycznia 1920, co oznaczało ustanie ważności prawa niemieckiego i początek traktowania obecności Niemiec w Toruniu jako dyplomatycznej na terenie obcego kraju.
Konsulat Generalny Rzeszy był drugą co do rangi placówką niemiecką w Polsce, po poselstwie w Warszawie. Dysponował kilkunastoosobową obsadą, bardzo znaczącą jak na owe czasy, a przed wojną jeszcze prawie podwojoną. Od 1933 jako Konsulat Generalny III Rzeszy w Toruniu wykonywał politykę nie według tradycyjnych reguł międzynarodowej dyplomacji, lecz w oparciu o cele i metody typowe dla reżimów totalitarnych – skłócanie i zastraszanie Polaków, wzmacnianie działań niemieckich. Pełnił też znaczące funkcje wywiadowcze dla Abwehry. Wspierał ludność niemiecką całego województwa w swych politycznych i gospodarczych roszczeniach. Inicjował i finansował działania proniemieckie, m.in. wspierał działania Deutsche Vereinigung, propagował gazety i pisma nawołujące polskich gospodarzy do zwrotu gospodarstw byłym właścicielom. Na łamach wydawanego w Toruniu Słowa Pomorskiego próbowano uzasadniać m.in. Anschluss Austrii w 1938.
Konsulat Generalny posiadał dwie filie – Wydział Paszportowy w Bydgoszczy i Toruniu.
Konsulat Generalny Rzeszy Niemieckiej zlikwidowano w 1939, a funkcje administracyjne Niemcy sprawowali później w siedzibie Muzeum Ziemi Pomorskiej w Toruniu przy ul. Chopina w Toruniu oraz w Urzędzie Wojewódzkim Pomorskim.

### Konsulat Francji

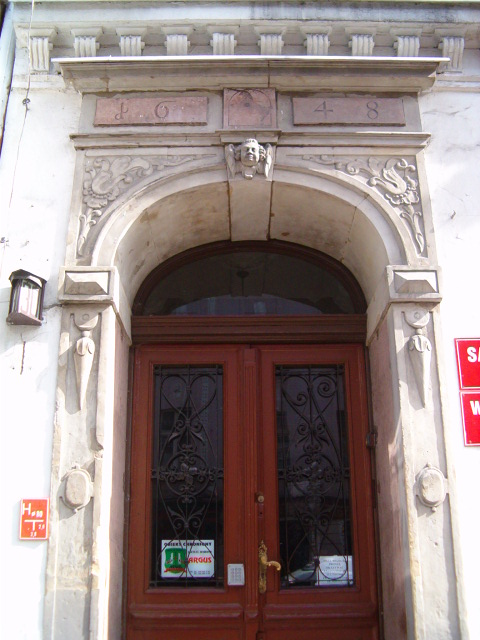
Były Konsulat Francji w Toruniu (Portal kamienicy z 1648 roku)

Konsulat Republiki Francji w Toruniu (1920-1947) mieścił się pierwotnie przy ul. Bydgoskiej 34, w połowie budynku zajmowanego później w całości przez Konsulat Generalny III Rzeszy. Od 1922 przeniesiony (jako Agent Konsularny Republiki Francuskiej) na Stare Miasto do kamienicy przy ul. Mostowej 28 (obecnie nr 30). Konsulem był Polak, kupiec rolno-ogrodniczy oraz największy importer rosyjskich samowarów – Bronisław Hozakowski.
Konsulat słynął z wydawania wystawnych przyjęć z okazji Święta Narodowego Francji 14 lipca, dla lokalnych notabli, głównie dla urzędników Urzędu Wojewódzkiego Pomorskiego w Toruniu. Budynek był własnością konsula Francji.
Konsulat istniał także po wojnie. Zlikwidowano go w 1947, m.in. na skutek przeniesienia Urzędu Wojewódzkiego do Bydgoszczy. Jednak w Bydgoszczy Francja nie zdecydowała się na stworzenie Konsulatu.

### pozostałe konsulaty
Konsulat Honorowy Republiki Peru w Toruniu istniał w latach 1920–1939. Był jednym z dwóch, obok Krakowa konsulatów Peru w międzywojennej Polsce. Miał status Konsulatu Honorowego.
Konsulat Królestwa Belgii w Toruniu (1920-1939) mieścił się przy ul. Mickiewicza 20 (na początku przy Słowackiego). Konsul Belgii aktywnie uczestniczył w pozyskiwaniu inwestorów dla Torunia i Pomorza. Dzięki niemu do Torunia pozyskano jedną z największych przedwojennych inwestycji zagranicznych na Pomorzu – „Polsko-Belgijskie Zakłady Chemiczne Polchem SA”. Konsul opiekował się zagranicznymi inwestorami, akcjonariuszami oraz pracownikami firmy zatrudniającej wówczas ponad 150 osób.
Konsulat zlikwidowano w 1939.

## III Rzeczpospolita (po 1989)

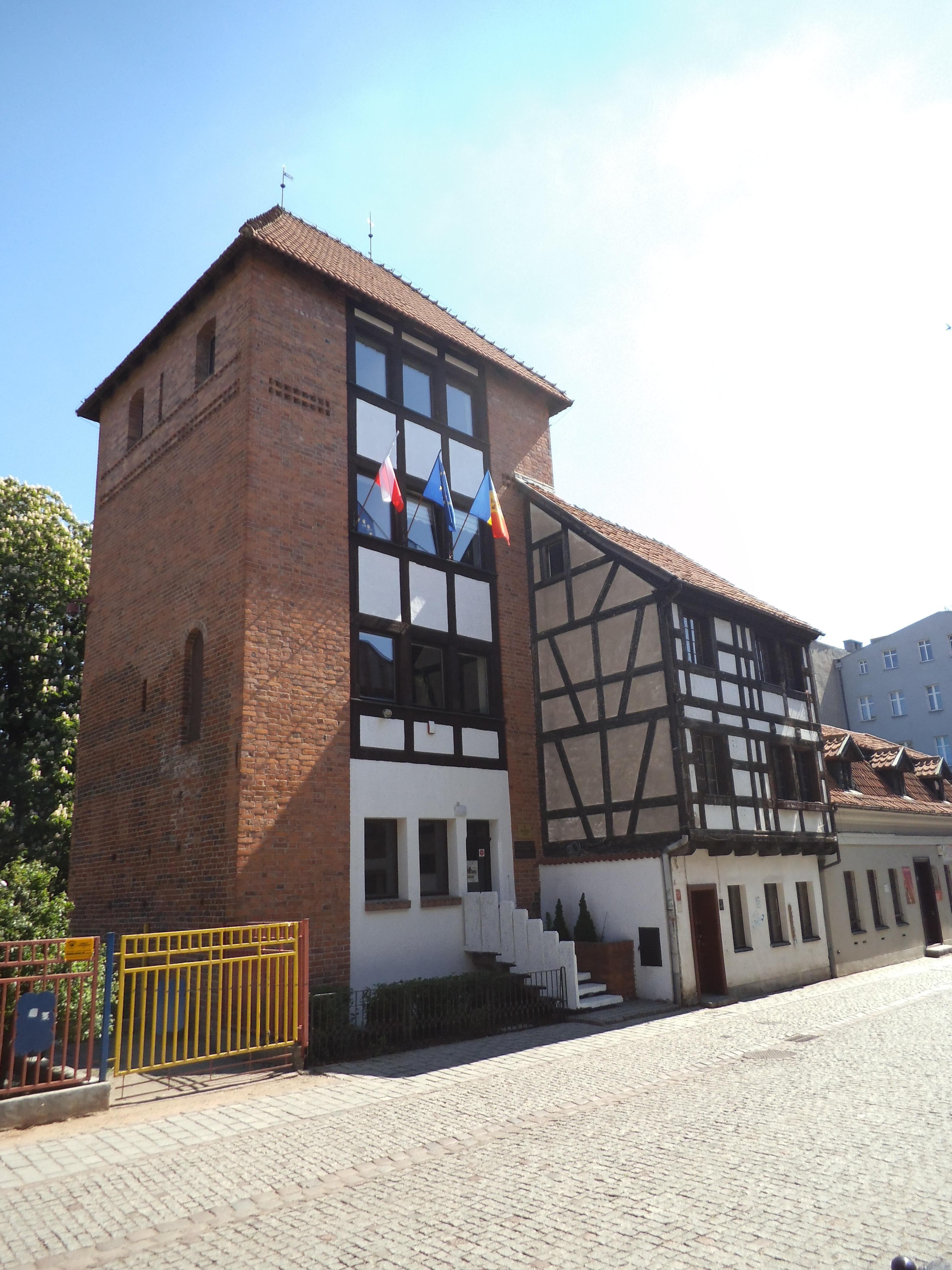
Siedziba Konsulatów Mołdawii i Słowenii w Toruniu

- siedem placówek konsularnych: sześć konsulatów honorowych, jedna filia ambasady
- osiem placówek naukowo-dydaktycznych, często finansowanych lub współorganizowanych przez ambasady innych państw

.

### Wykaz placówek konsularnych
W 2018 w Toruniu znajdowało się 6 konsulatów honorowych i jedna filia ambasady:
| Nazwa                                  | Data otwarcia   | Konsul               | Adres                     |
| -------------------------------------- | --------------- | -------------------- | ------------------------- |
| Konsulat Honorowy Republiki Słowenii   | 2003            | Jan Walczak          | ul. Podmurna 60           |
| Konsulat Honorowy Republiki Litewskiej | 2006            | Przemysław Bańkowski | ul. Piekary 12            |
| Konsulat Honorowy Republiki Peru       | 14 lipca 1998   | Stanisław Rakowicz   | ul. Moniuszki 46          |
| Konsulat Honorowy Republiki Finlandii  | 29 maja 2014    | Tadeusz Pająk        | ul. Droga Starotoruńska 5 |
| Konsulat Honorowy Republiki Mołdawii   | 23 czerwca 2014 | Jan Mrozowski        | ul. Podmurna 60           |
| Konsulat Generalny Republiki Tunezji   | 2018            | Lotfi Mansour        | ul. Warszawska 6/4        |
| Filia Ambasady Francuskiej w Warszawie | 2007            |                      | ul. Kopernika 21          |